# Antiplanes rotula
Antiplanes rotula är en snäckart som beskrevs av Dall 1921. Antiplanes rotula ingår i släktet Antiplanes och familjen Turridae. Inga underarter finns listade i Catalogue of Life.